# 谢讷塞克
谢讷塞克（法語：Chêne-Sec，法語發音：[ʃɛn sɛk]）是法国汝拉省的一个市镇，属于隆斯勒索涅区。

## 地理
谢讷塞克（46°51'2"N, 5°26'28"E）面积0.76 平方千米，位于法国勃艮第-弗朗什-孔泰大區汝拉省，该省份为法国东部内陆省份，北起上索恩省，西北接科多尔省，西临索恩-卢瓦尔省，南至安省，东与杜省和瑞士接壤。
与谢讷塞克接壤的市镇（或旧市镇、城区）包括：拉沙萨涅、里村、博韦尔努瓦。

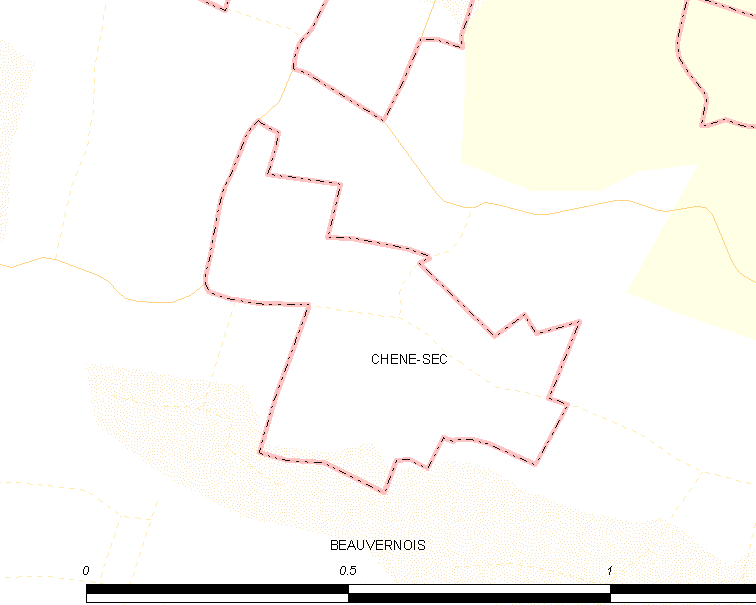
谢讷塞克的OSM定位图

谢讷塞克的时区为UTC+01:00、UTC+02:00（夏令时）。

## 行政
谢讷塞克的邮政编码为39230，INSEE市镇编码为39140。

## 政治
谢讷塞克所属的省级选区为布莱特朗县。

## 人口

1962-2008年间谢讷塞克人口变化图示

谢讷塞克于2022年1月1日时的人口数量为39人。